# Arcidiocesi di Coro

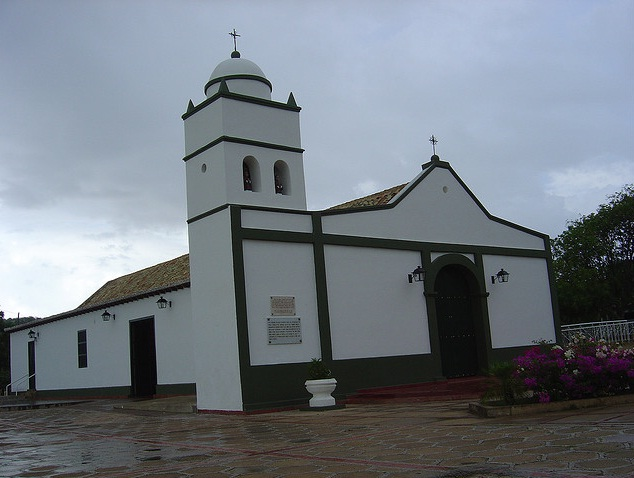
La basilica minore di Nostra Signora di Guadalupe di Coro.

L'arcidiocesi di Coro (in latino Archidioecesis Corensis) è una sede metropolitana della Chiesa cattolica in Venezuela. Nel 2023 contava 664.230 battezzati su 827.000 abitanti. È retta dall'arcivescovo Víctor Hugo Basabe.

## Territorio
L'arcidiocesi comprende la maggior parte dello stato venezuelano di Falcón, eccetto i tre comuni che appartegono alla diocesi di Punto Fijo. Questa è anche l'unica diocesi suffraganea che appartiene alla provincia ecclesiastica di Coro.
Sede arcivescovile è la città di Coro, dove si trovano la cattedrale di Sant'Anna e la basilica minore di Nostra Signora di Guadalupe.
Il territorio è suddiviso in 43 parrocchie.

## Storia
Una prima volta Coro fu sede vescovile dal 21 giugno 1531 al 20 luglio 1637, quando la sede della diocesi del Venezuela fu trasferita a Santiago de León de Caracas. In seguito questa diocesi ha assunto il nome di arcidiocesi di Caracas.
La presente diocesi di Coro fu eretta il 12 ottobre 1922 con la bolla Ad munus di papa Pio XI, ricavandone il territorio dalla diocesi di Barquisimeto (oggi arcidiocesi).
Originariamente suffraganea dell'arcidiocesi di Caracas, il 30 aprile 1966 entrò a far parte della provincia ecclesiastica di Maracaibo.
Il 12 luglio 1997 cedette una porzione del suo territorio a vantaggio dell'erezione della diocesi di Punto Fijo.
Il 23 novembre 1998 è stata elevata al rango di arcidiocesi metropolitana con la bolla Usque omnium di papa Giovanni Paolo II.

## Cronotassi dei vescovi
Si omettono i periodi di sede vacante non superiori ai 2 anni o non storicamente accertati.
- Lucas Guillermo Castillo Hernández † (19 gennaio 1923 - 10 novembre 1939 nominato arcivescovo coadiutore di Caracas[1])
- Francisco José Iturriza Guillén, S.D.B. † (10 novembre 1939 - 20 maggio 1980 ritirato)
- Ramón Ovidio Pérez Morales (20 maggio 1980 - 23 dicembre 1992 nominato arcivescovo di Maracaibo)
- Roberto Lückert León † (21 luglio 1993 - 25 ottobre 2016 ritirato)
- Mariano José Parra Sandoval (25 ottobre 2016 - 31 ottobre 2023 ritirato)
- Víctor Hugo Basabe, dal 31 ottobre 2023

## Statistiche
L'arcidiocesi nel 2023 su una popolazione di 827.000 persone contava 664.230 battezzati, corrispondenti all'80,3% del totale.
| anno | popolazione | popolazione | popolazione | presbiteri | presbiteri | presbiteri | presbiteri                | diaconi | religiosi | religiosi | parrocchie |
| anno | battezzati  | totale      | %           | numero     | secolari   | regolari   | battezzati per presbitero | diaconi | uomini    | donne     | parrocchie |
| ---- | ----------- | ----------- | ----------- | ---------- | ---------- | ---------- | ------------------------- | ------- | --------- | --------- | ---------- |
| 1949 | 268.000     | ?           | ?           | 27         | 13         | 14         | 9.925                     |         | 16        | 38        | 72         |
| 1966 | 366.000     | 369.700     | 99,0        | 58         | 37         | 21         | 6.310                     |         | 36        | 75        | 34         |
| 1970 | ?           | 423.211     | ?           | 52         | 26         | 26         | ?                         |         | 40        | 62        | 37         |
| 1976 | 437.761     | 451.300     | 97,0        | 50         | 24         | 26         | 8.755                     |         | 46        | 76        | 40         |
| 1980 | 498.000     | 513.000     | 97,1        | 51         | 24         | 27         | 9.764                     |         | 43        | 91        | 42         |
| 1990 | 590.000     | 613.649     | 96,1        | 49         | 29         | 20         | 12.040                    | 4       | 28        | 68        | 37         |
| 1999 | 433.198     | 462.176     | 93,7        | 36         | 29         | 7          | 12.033                    | 4       | 7         | 39        | 27         |
| 2000 | 433.198     | 462.176     | 93,7        | 35         | 28         | 7          | 12.377                    | 4       | 7         | 44        | 28         |
| 2001 | 497.898     | 560.176     | 88,9        | 46         | 40         | 6          | 10.823                    | 4       | 6         | 42        | 29         |
| 2002 | 596.196     | 658.474     | 90,5        | 47         | 40         | 7          | 12.685                    | 4       | 7         | 43        | 29         |
| 2003 | 636.150     | 687.025     | 92,6        | 52         | 44         | 8          | 12.233                    | 7       | 14        | 45        | 36         |
| 2004 | 449.849     | 518.726     | 86,7        | 65         | 56         | 9          | 6.920                     | 7       | 15        | 36        | 35         |
| 2006 | 458.000     | 529.000     | 86,6        | 66         | 57         | 9          | 6.939                     | 7       | 17        | 38        | 39         |
| 2011 | 516.000     | 600.000     | 86,0        | 63         | 56         | 7          | 8.190                     | 6       | 20        | 42        | 40         |
| 2016 | 535.100     | 670.013     | 79,9        | 59         | 56         | 3          | 9.069                     | 9       | 9         | 32        | 42         |
| 2019 | 550.500     | 690.000     | 79,8        | 46         | 44         | 2          | 11.967                    | 15      | 5         | 18        | 43         |
| 2021 | 564.000     | 706.980     | 79,8        | 56         | 54         | 2          | 10.071                    | 18      | 4         | 16        | 43         |
| 2023 | 664.230     | 827.000     | 80,3        | 47         | 45         | 2          | 14.132                    | 14      | 4         | 16        | 43         |